# Ivan Van Sertima
Ivan Van Sertima, né le 26 janvier 1935 à Kitty Village au Guyana et mort le 25 mai 2009, est un journaliste et essayiste anglophone. 
Il s'est fait connaître par ses spéculations sur une origine alternative des Olmèques, l'une des théories concernant de possibles contacts pré-colombiens entre l'Ancien et le Nouveau Mondes, dans son livre  They came before Columbus (1976), traduit en français quelques années plus tard sous le titre Ils y étaient avant Christophe Colomb (Flammarion). Sa théorie a fait de ce livre un best-seller, en dehors de l'eurocentrisme, particulièrement apprécié des milieux militants. Sa thèse a été largement combattue par les spécialistes d'études mésoaméricaines, et considérée comme une pseudohistoire militante afrocentriste revenant à « voler les cultures indigènes américaines »

## Biographie
Tout en travaillant comme journaliste, il a étudié à la School of Oriental and African Studies (SOAS) à l'Université de Londres entre 1959 et 1969, où il a suivi un premier cycle de langues et littérature africaines. Travaillant sur le terrain en Afrique, il compila un dictionnaire de termes juridiques Swahili en 1967. Dix ans plus tard, il obtiendra une maîtrise (master's degree) en 1977, à l'université Rutgers dans le New Jersey, aux États-Unis, où il enseignera pendant plus de 30 ans comme assistant.
Encore étudiant à Rutgers en 1976, il publia un essai They Came Before Columbus chez un éditeur commercial, Random House. Il y soutient notamment que les Égyptiens de l'Antiquité ont voyagé dans l’Amérique précolombienne et rencontré la civilisation olmèque. Très populaire dans la communauté afro-américaine, séduite par sa théorie de contacts préhistoriques entre Africains et Sud- ou Méso-Américains, et d'une diffusion de culture africaine vers l'Amérique centrale, cet essai a été généralement rejeté comme non-scientifique par les experts universitaires, et critiqué en détail dans la revue académique Current Anthropology, en 1997.
En 1979, Van Sertima fonde le Journal of African Civilizations, dont il reste le rédacteur en chef pendant près de trente ans, sans parvenir au niveau scientifique nécessaire pour inclure ce périodique parmi les références des Journals of the Century.

### Réception
La description par Van Sertima de la civilisation olmèque (Mexique actuel) a été critiquée par les spécialistes de l'histoire centre-américaine, qui considèrent ses affirmations comme infondées et erronées. 
Pendant 20 ans, They Came Before Columbus n'a pas été commenté dans les revues académiques. Finalement en 1997 le Journal of Current Anthropology en publia une critique détaillée. Les auteurs, chercheurs en anthropologie, réfutèrent systématiquement les affirmations de Van Sertima, soulignant qu'il n'apportait aucune preuve d'une diffusion à partir de l'Afrique d'éléments de la culture olmèque. Ils signalaient qu'aucun « artefact Africain originel n'a jamais été trouvé dans aucune fouille archéologique professionnelle dans le Nouveau Monde. » Ils notaient que les têtes colossales olmèques avaient été sculptées des centaines d'années avant le contact supposé par Van Sertima ; et que leur ressemblance avec l'art africain n'était que superficielle. Les Nubiens que Van Sertima affirmait en être les ancêtres modèles ne ressemblent pas à ces « portraits ». Ils ajoutaient que, dans les années 1980, Van Sertima avait modifié sa chronologie d'une influence africaine supposée, pour suggérer que des Africains auraient navigué vers le Nouveau Monde au Xe siècle avant notre ère, afin d'ajuster sa théorie à de récentes découvertes de chercheurs indépendants concernant la datation de la culture olmèque.
Ils qualifiaient de « fausse » son affirmation que des Africains auraient diffusé les pratiques de construction des pyramides et de momification, soulignant au contraire le développement indépendant  de telles pratiques aux Amériques. Ils estimaient aussi que Van Sertima « diminuait les réalisations des peuples américains indigènes et leur culture » en leur supposant une origine africaine.

## Publication
- (en) They came before Columbus, Random House, New York, 1976.